# 一円知行
一円知行（いちえんちぎょう）とは、日本の中世で使用された用語で、荘園公領制の重層的に入り組んだ支配・権利関係の中で、ある者が一元的に土地を支配することを指す。一円進止（いちえんしんし）、一円管領（いちえんかんれい）、一円支配（いちえんしはい）ともいう。当時、「一円」の語は、一元的または完全を意味しており、一円的に支配されている土地を一円地（いちえんち）・一円領（いちえんりょう）・一円荘（いちえんのしょう）などと呼んだ。
中世の荘園公領制では、本家-領家-開発領主-荘官-地頭らの関係に見られるように、土地や百姓に対する支配関係、また土地からの収益に関する権利関係が重層的に絡み合っており、著しく複雑な様相を呈していた。こうした支配・権利関係は、大きく2種類に区分することができた。1つは、土地や百姓らから産み出される収益（年貢・公事など）の上分（じょうぶん）であり、もう1つは、支配する土地そのものの下地（したじ）である。
鎌倉時代、地頭は、荘園公領支配への進出を積極的に展開したが、特に下地の支配権（下地進止権という）の獲得に力を注いだ。そして地頭は、下地中分や地頭請などを通じて、下地進止権を手中に収めるのみならず、上分の支配権（上分知行という）も徐々に簒奪していった。このように、地頭の中には下地と上分の両方を獲得し、所領の一円支配を実現していく者が現れたのである。
室町時代の守護には、鎌倉期の地頭よりも非常に大きな権限が与えられていた。室町期の守護は、半済などを通じて、鎌倉期の地頭以上に土地支配の一円化を実施していき、守護領国制の形成と守護の守護大名化が進んでいった。戦国時代の戦国大名は、より一層の一円知行化を進展させた。これに見るとおり、一円知行は中世後期から加速度的に進行したのである。